# Leptophryne
A Leptophryne a kétéltűek (Amphibia) osztályába, a békák (Anura) rendjébe és a varangyfélék (Bufonidae) családjába tartozó nem.

## Előfordulásuk
Ázsia délkeleti részén honosak az ide tartozó fajok.

## Rendszerezés
A nembe az alábbi fajok tartoznak:
- Leptophryne borbonica (Tschudi, 1838)
- Leptophryne cruentata (Tschudi, 1838)
- Leptophryne javanica Hamidy, Munir, Mumpuni, Rahmania, & Kholik, 2018